# Карб
Карб (фр. Carbes) — муніципалітет у Франції, у регіоні Окситанія, департамент Тарн. Населення — 236 осіб (01.01.2021).
Муніципалітет розташований на відстані близько 580 км на південь від Парижа, 60 км на схід від Тулузи, 32 км на південь від Альбі.

## Історія
До 2015 року муніципалітет перебував у складі регіону Південь-Піренеї. Від 1 січня 2016 року належить до нового об'єднаного регіону Окситанія.

## Демографія
Динаміка населення (INSEE ):
Розподіл населення за віком та статтю (2006):
| Стать | Всього | До 15 років | 15-24 | 25-44 | 45-64 | 65-85 | Понад 85 |
| --- | ------ | ----------- | ----- | ----- | ----- | ----- | -------- |
| Чоловіки | 102    | 33          | 4     | 20    | 37    | 4     | 4        |
| Жінки | 89     | 8           | 4     | 20    | 41    | 12    | 4        |
| \| Статево-вікова піраміда \| Статево-вікова піраміда \| Статево-вікова піраміда \| \| ----------------------- \| ----------------------- \| ----------------------- \| \| Чоловіки \| Вік \| Жінки \| \| 4 \| 85 + \| 4 \| \| 0 \| 80-84 \| 4 \| \| 4 \| 75-79 \| 0 \| \| 0 \| 70-74 \| 8 \| \| 0 \| 65-69 \| 0 \| \| 12 \| 60-64 \| 4 \| \| 17 \| 55-59 \| 17 \| \| 4 \| 50-54 \| 12 \| \| 4 \| 45-49 \| 8 \| \| 12 \| 40-44 \| 4 \| \| 0 \| 35-39 \| 12 \| \| 4 \| 30-34 \| 0 \| \| 4 \| 25-29 \| 4 \| \| 0 \| 20-24 \| 4 \| \| 4 \| 15-20 \| 0 \| \| 4 \| 10-14 \| 0 \| \| 25 \| 5-9 \| 4 \| \| 4 \| 0-4 \| 4 \| |        |             |       |       |       |       |          |
| Статево-вікова піраміда |        |             |       |       |       |       |          |
| Чоловіки | Вік    | Жінки       |       |       |       |       |          |
| 4 | 85 +   | 4           |       |       |       |       |          |
| 0 | 80-84  | 4           |       |       |       |       |          |
| 4 | 75-79  | 0           |       |       |       |       |          |
| 0 | 70-74  | 8           |       |       |       |       |          |
| 0 | 65-69  | 0           |       |       |       |       |          |
| 12 | 60-64  | 4           |       |       |       |       |          |
| 17 | 55-59  | 17          |       |       |       |       |          |
| 4 | 50-54  | 12          |       |       |       |       |          |
| 4 | 45-49  | 8           |       |       |       |       |          |
| 12 | 40-44  | 4           |       |       |       |       |          |
| 0 | 35-39  | 12          |       |       |       |       |          |
| 4 | 30-34  | 0           |       |       |       |       |          |
| 4 | 25-29  | 4           |       |       |       |       |          |
| 0 | 20-24  | 4           |       |       |       |       |          |
| 4 | 15-20  | 0           |       |       |       |       |          |
| 4 | 10-14  | 0           |       |       |       |       |          |
| 25 | 5-9    | 4           |       |       |       |       |          |
| 4 | 0-4    | 4           |       |       |       |       |          |

## Економіка
У 2007 році серед 130 осіб у працездатному віці (15-64 років) 100 були активні, 30 — неактивні (показник активності 76,9%, у 1999 році було 76,7%). З 100 активних працювали 94 особи (49 чоловіків та 45 жінок), безробітних було 6 (1 чоловік та 5 жінок). Серед 30 неактивних 12 осіб було учнями чи студентами, 14 — пенсіонерами, 4 були неактивними з інших причин.
У 2008 році у муніципалітеті нараховувалося 68 оподаткованих домогосподарств, у яких проживало 188 осіб, медіана доходів виносила 18 914 євро на одного особоспоживача.
У 2010 році в муніципалітеті числилось 72 оподатковані домогосподарства, у яких проживали 208,0 особи, медіана доходів виносила 17 899 євро на одного особоспоживача